# British Amateur Strokeplay Championship
Het Brits Amateur Strokeplay Kampioenschap is een internationaal golftoernooi in het Verenigd Koninkrijk, dat geheel in strokeplay wordt gespeeld. De tegenhanger is het Brits Amateur Kampioenschap waar de laatste rondes in matchplay worden gespeeld. Van beide toernooien bestaat een versie voor dames en heren.
Naast de Britse kampioenschappen bestaan de Engelse kampioenschappen: de Brabazon Trophy (strokeplay) en het Engels Amateur Kampioenschap, waarbij net als bij het Brits Amateur de laatste 64 spelers in matchplay het toernooi afmaken.

## Dames
Het damestoernooi wordt internationaal het Ladies' British Open Amateur Strokeplay Championship of het British Women's Open Amateur Stroke Play Championship genoemd. De organisatie is in handen van de Ladies' Golf Union. Het toernooi bestaat uit vier rondes. De eerste rondes worden gespeeld op woensdag en donderdag, daarna is er een cut, waarna de laatste twee rondes op vrijdag worden gespeeld. De handicaplimiet was 6,4 in 2012. Er is een aparte prijs voor de beste speelster onder de 23 jaar.

### Winnaars
| - 1998: Nienke Nijenhuis in Stirling - 1999: Becky Brewerton - 2000: Rebecca Hudson - 2001: ? - 2002: Becky Brewerton op de Hunstanton Golf Club, Engeland - 2003: ? | - 2004: Clare Queen (294) po - 2005: Heather MacRae (290) op de Nairn Golf Club, Schotland - 2006: Anna Rossi op de Prince's Golf Club, Engeland - 2007: Melissa Reid (290) op de Conwy Golf Club - 2008: Roseanne Niven (289) po op de Malone Golf Club bij Belfast - 2009: Danielle McVeigh op de Royal Aberdeen Golf Club - 2010: Pamela Pretswell op de Tenby Golf Club in Wales - 2011: Leona Maguire - 2012: Sarah-Jane Boyd op de Shandon GC in Belfast - 2013: 21-23 augustus op de Prestwick Golf Club |